# Takev Point
Der Takev Point (englisch; bulgarisch Такев нос Takew nos) ist eine felsige Landspitze an der Foyn-Küste des Grahamlands auf der Antarktischen Halbinsel. Sie bildet 4,65 km westsüdwestlich des Spur Point und 8,17 km ostnordöstlich des Varad Point den südlichen Ausläufer der Heros-Halbinsel im Cabinet Inlet.
Britische Wissenschaftler kartierten sie 1974. Die bulgarische Kommission für Antarktische Geographische Namen benannte ihn 2013 nach Wasilij Takew, der ab 1996 an mehreren Kampagnen des bulgarischen Antarktisprogramms beteiligt war.